# Future Management
"Future Management" es una canción escrita por el músico británico Roger Taylor. Fue publicada en su álbum debut de 1981, Fun in Space, y fue lanzada como sencillo el 30 de marzo de 1981 por EMI Records.

## Lanzamiento y recepción
"Future Management" fue publicado como el sencillo principal del álbum Fun in Space junto con "Laugh or Cry" como lado B. La canción alcanzó la posición #49 en las listas de sencillos británicas.

## Lista de canciones
Todas las canciones escritas por Roger Taylor.
1. "Future Management" – 2:57
2. "Laugh or Cry" – 3:06

## Créditos
Créditos adaptados desde las notas del álbum.
- Roger Taylor – voz principal y coros, batería, percusión, guitarra, bajo eléctrico
- David Richards – teclado

## Posicionamiento
| Gráfica (1981)                       | Pico de posición |
| ------------------------------------ | ---------------- |
| UK Singles (Official Charts Company) | 49               |